# Like a Rolling Stone
Like a Rolling Stone ist ein Folk-Rock-Song des amerikanischen Musikers Bob Dylan, der am 28. Juni 1965 als Single veröffentlicht wurde und den zweiten Platz der US-Billboard-Charts erreichte. Der elektrisch verstärkte Titel markiert sowohl einen musikalischen als auch poetischen Wendepunkt in Dylans Karriere und ist auf dem Studioalbum Highway 61 Revisited enthalten. Er gilt als einer der einflussreichsten Songs in der Geschichte der Rockmusik und wurde im Jahr 2004 vom Rolling Stone Magazine zum besten Song aller Zeiten gewählt. Der Titel bezieht sich auf das englische Sprichwort “A rolling stone gathers no moss” (deutsch: „Ein rollender Stein setzt kein Moos an“).

## Entstehung und Aufnahme
Der Singer-Songwriter Bob Dylan war im Alter von nur 24 Jahren der gefeierte „Messias“ der Folkmusik. Obwohl er die Vereinnahmung seiner Person stets abgelehnt hatte, verklärte ihn die Protestbewegung als „Sprachrohr einer Generation“, und er war unzufrieden damit, in welche Richtung sich seine Karriere entwickelte. Dylans neuer musikalischer und persönlicher Kurs, den er mit der elektrisch verstärkten A-Seite seines Albums Bringing It All Back Home eingeschlagen hatte, führte zu Kritik vom links orientierten Teil der Folk-Bewegung. Während einer umjubelten England-Tournee im Mai 1965, seiner letzten rein akustischen, verfasste Dylan in der Kunst des Stream of Consciousness zahlreiche Entwürfe in Prosa und Reimform, die er in Hotelzimmern teilweise manisch in seine Schreibmaschine tippte (zu sehen auf D. A. Pennebakers Dokumentarfilm Dont Look Back). Darunter befanden sich zwanzig emotionale Seiten voller sarkastischer Verse und bitterer Kommentare – die Urfassung zu Like a Rolling Stone. Von den Erwartungen der Öffentlichkeit überfordert, zog Dylan sich nach seiner Rückkehr in die Vereinigten Staaten in das ländliche Woodstock (Bundesstaat New York) zurück. Frustriert und ausgebrannt soll Dylan ernsthaft mit dem Gedanken gespielt haben, die Musik aufzugeben. Doch stattdessen kürzte er seinen 20-seitigen Entwurf auf vier Strophen und den desillusionierten Refrain how does it feel? zusammen und brachte ihn am Klavier in Liedform.

„Mein ganzer Hass konzentrierte sich darin auf einen bestimmten Punkt, mit dem es mir ernst war. Am Ende war der Hass verschwunden – vielleicht ist Rache das bessere Wort. Ich hatte den Text nie als Lied gesehen, bis ich eines Tages am Klavier saß und ganz langsam zu singen anfing: ›How does it feel?‹ Wie in extremer Zeitlupe, als wenn man in Lava schwimmen würde.“

Als Grundgerüst für den Song bediente er sich der Akkordfolge von Ritchie Valens’ La Bamba, wie er später bekannte. Damit kehrte Dylan
am 15. Juni 1965 in das Columbia-Studio nach Manhattan zurück, um den ersten von zwei Aufnahmeblöcken für sein neues Album Highway 61 Revisited in Angriff zu nehmen. Produzent war Tom Wilson, als Studiomusiker wurden Russ Savakus (E-Bass), Bob Bushnell (Bassgitarre), Bobby Gregg (Schlagzeug), Bruce Langhorne (Tamburin) und Paul Griffin (Klavier) hinzugezogen. Als Leadgitarrist hatte Dylan den virtuosen Mike Bloomfield von der Paul Butterfield Blues Band engagiert, dem er lediglich die Vorgabe gemacht hatte, keine klassische Bluesgitarre zu spielen. Die Musiker begannen die Session mit der Aufnahme der für damalige Verhältnisse zweitrangigen It Takes a Lot to Laugh, It Takes a Lot to Cry und Sitting on a Barbed Wire Fence, die später nicht für das Album verwendet wurden, sondern erst 1991 als Bootleg erschienen (The Bootleg Series Vol. 1–3). Danach widmete sich Dylan Like a Rolling Stone, und die Aufnahmen zu dem Song sollten sich über zwei volle Studiotage hinziehen – noch nie zuvor hatte Dylan ähnlich akribisch zusammen mit seinen Musikern ein Stück erarbeitet. Die Vorstellung davon, was aus dem Song schließlich werden sollte und mit welchen Musikern dies am besten zu erreichen ist, führte während der Session zum Zerwürfnis zwischen Dylan und seinem Produzenten Tom Wilson, der anschließend durch Bob Johnston ersetzt wurde. Da kein Leadsheet existierte, mussten die Musiker nach Gehör spielen, weshalb Bloomfield die Rolle des Vermittlers zwischen Dylan und den anderen Studiomusikern übernahm. Zu Beginn spielte Dylan das Stück am Klavier noch im 3/4-Takt und die Besetzung kämpfte sich durch den Song („Ich sagte ihnen, wie sie spielen sollten, und wenn sie das nicht wollten, naja, dann konnten sie mit mir nicht spielen.“). Nach fünf unvollständigen Takes, die eher der Suche nach dem richtigen Sound und dem Verständnis für den Song gewidmet waren, setzten sie die Aufnahmen am 16. Juni fort. Auf Einladung Wilsons stieß der 21-jährige Al Kooper an diesem Tag als zweiter Gitarrist hinzu, überließ allerdings dem brillanten Bloomfield die Aufgabe, für die er selbst vorgesehen war und zog sich in den Technikraum zurück. Nach zwei weiteren unvollständigen Takes, in denen die Musiker weiter ihre Rolle im Song suchten, mogelte sich Kooper an die unbesetzte Hammondorgel, und nachdem Dylan damit einverstanden war, beließ Wilson ihn bis zur Fertigstellung der Produktion daran. Kooper beschreibt im Dokumentarfilm No Direction Home, wie die Orgel in der ersten Bridge hin und wieder später einsetzt, weil er sich der Akkordwechsel nicht ganz sicher war und das Instrument nicht perfekt beherrschte. Es folgten drei weitere unvollständige Takes, die nunmehr im 4/4-Takt gespielt wurden und als Dylan die Versionen hörte, ließ er die Lautstärke der Orgel gleichwertig abmischen und besonders die kleinen Melodieeinwürfe in den Refrains wurden zu einem Markenzeichen und formgebenden Element des Songs. Obwohl die Musiker den Liedtext während der folgenden vierten Aufnahme erstmals in voller Länge hörten, kreierten sie einen differenzierten, zurückhaltenden Klang, der Spielfreude signalisiert und somit ein Gegengewicht zu dem höchst ambivalenten Text darstellt. Trotz der vergleichsweise chaotischen Rahmenbedingungen war es ihnen gelungen, den richtigen Sound zwischen Folk, Rock und Blues zu finden, von dem auch Dylan vorher nur eine vage Vorstellung gehabt zu haben schien. Mit dieser Aufnahme zeigte sich Wilson zufrieden und ließ die mehr als sechs Minuten lange Endfassung schließlich auf Schallplatte pressen.

## Veröffentlichung
Obwohl Dylan und seinem Manager Albert Grossman sofort klar war, dass Like a Rolling Stone Hitpotential hatte, gab es bei der Veröffentlichung Probleme. Für die konservative Marketingabteilung von Columbia Records war der Song mit einer Spieldauer von 6:13 Minuten zu lang und entsprach nicht dem gängigen dreiminütigen Single-Schema. Doch Dylan lehnte eine Kürzung kategorisch ab und setzte sich gegen seine Plattenfirma durch, die den Song am 20. Juli 1965 schließlich doch in der ursprünglichen Fassung als Single herausbrachte. Die B-Seite enthielt Gates of Eden. Innerhalb einer Woche stieg der Song in die US-amerikanischen Billboard-Charts ein und wurde zu Dylans kommerziell erfolgreichster Veröffentlichung. Insgesamt hielt er sich drei Monate und erreichte hinter Help! von den Beatles den zweiten Platz. Like a Rolling Stone verkaufte sich weltweit über eine Million Mal und kletterte v. a. in englischsprachigen Ländern in die Top Ten der Musikcharts (Australien – Platz 7; Kanada – Platz 3; Niederlande – Platz 7; Schweden – Platz 9; Großbritannien – Platz 4; Irland – Platz 9).

## Bedeutung des Textes
Das Lied erzählt aus der Sicht eines Unbeteiligten die Geschichte einer (wohl aus reichem Hause stammenden) Frau, die auf der Straße landet. Der Titel bzw. der letzte Satz des Refrains wird im Deutschen oft fehlinterpretiert: die Metapher „wie ein rollender Stein“ “Rolling Stone” ist eine Anspielung auf das englische Sprichwort “A rolling stone gathers no moss” (deutsch: „Ein rollender Stein setzt kein Moos an“) und nimmt im Originaltext Bezug auf einen Landstreicher, was sich aus dem Zusammenhang erschließt. Dylan stellt also im Refrain, eher sarkastisch, die Fragen:
How does it feel?

To be on your own

To be without a home

Like a complete unknown

Like a rolling stone?
Der Refrain bezieht sich auf den Umstand, dass das offenbar verwöhnte Mädchen, das von Obdachlosen und Herumtreibern kein gutes Bild hat, sich nun selbst auf der Straße wiederfindet. Daher wird es mit den Fragen konfrontiert, wie es sich nun anfühle, allein zu sein, heimatlos, unbekannt, eben wie Landstreicher, die von ihr belächelt werden.
Die Protagonistin des Liedes bleibt namenlos; es wird angenommen, dass die Schauspielerin Edie Sedgwick besungen wird, die auch in anderen Dylan-Liedern aus dieser Zeit vorkommt. Auch Joan Baez, Marianne Faithfull und Bob Neuwirth sind als mögliche Personen genannt worden.
Der umgangssprachliche Begriff rolling stone für Herumtreiber war in der Blues- und Popmusik nicht neu. Bereits Muddy Waters benutzte ihn bei seiner Komposition Rollin’ Stone (Juni 1950), nach der sich die Rolling Stones benannt haben. Auch Otis Blackwell benutzte ihn bei seiner Eigenkomposition Daddy Rolling Stone (Oktober 1953).

## Live- und Coverversionen
Seit 1965 gehörte Like a Rolling Stone immer wieder zum Repertoire von Bob Dylans Live-Konzerten. Er hat den Song inzwischen in mehr als 2000 Konzerten gespielt, zuletzt auf der Europa-Tournee 2019. Hiervon liegen auf offiziellen Veröffentlichungen die folgenden Aufnahmen vor:
- 25. Juli 1965, Newport Folk Festival – DVD: The Other Side Of The Mirror, Columbia Performance Series 2007
- 17. Mai 1966, Manchester – The Bootleg Series Vol. 4
- 31. August 1969, Isle of Wight Festival – Self Portrait
- 13. Februar 1974, Los Angeles – Before the Flood
- 28. Februar oder 1. März 1978, Tokyo – At Budokan
- 18. November 1994, New York – MTV Unplugged

Es existieren zahlreiche Coverversionen des Songs, unter anderem von Jimi Hendrix, den Rolling Stones (auf dem Album Stripped), Bob Marley, Johnny Winter und Green Day. Der bekennende Dylan-Fan Wolfgang Niedecken nahm den Song 1982 mit seiner Band BAP mit neuem, deutschem Text (Wie ’ne Stein) auf. Wolfgang Ambros brachte 1978 ein komplettes Album (Wie im Schlaf) mit Dylan-Songs heraus. Durch die sehr textnahen Übersetzungen wurden viele Fans im deutschsprachigen Raum erst auf die lyrische Qualität der Dylan-Texte aufmerksam.
Prince veröffentlichte zwar keine Coverversion, bezeichnete aber Like a Rolling Stone als einen von 55 Songs, die ihn musikalisch inspiriert haben.

## Kommerzieller Erfolg

### Chartplatzierungen
| ChartsChartplatzierungen       | Höchstplatzierung | Wochen/ Monate |
| ------------------------------ | ----------------- | -------------- |
| Deutschland (GfK)              | 13 (0,5 Mt.)      | 0,5 Mt.        |
| Vereinigte Staaten (Billboard) | 2 (12 Wo.)        | 12 Wo.         |
| Vereinigtes Königreich (OCC)   | 4 (12 Wo.)        | 12 Wo.         |

### Auszeichnungen für Musikverkäufe
| Land/Region                  | Auszeichnungen für Musikverkäufe (Land/Region, Auszeichnung, Verkäufe) | Verkäufe |
| ---------------------------- | ---------------------------------------------------------------------- | -------- |
| Italien (FIMI)               | Gold                                                                   | 25.000   |
| Mexiko (AMPROFON)            | Gold                                                                   | 30.000   |
| Neuseeland (RMNZ)            | Platin                                                                 | 30.000   |
| Spanien (Promusicae)         | Platin                                                                 | 60.000   |
| Vereinigtes Königreich (BPI) | Platin                                                                 | 600.000  |
| Insgesamt                    | 2× Gold · 3× Platin ·                                                  | 745.000  |

Hauptartikel: Bob Dylan/Auszeichnungen für Musikverkäufe

## Film
- « Comme une pierre qui roule ». Regie: Julien Condemine. Frankreich 2022. („Like a Rolling Stone – 1965, im Studio mit Bob Dylan“.)[11]